# Stenichneumon appropinquans
Stenichneumon appropinquans är en stekelart som först beskrevs av Cameron 1897.  Stenichneumon appropinquans ingår i släktet Stenichneumon och familjen brokparasitsteklar. Inga underarter finns listade i Catalogue of Life.